# Зірекло
Зірекло́ (рос. Зирекло) — село у складі Шарлицького району Оренбурзької області, Росія.
Стара назва — Зерікло.

## Населення
Населення — 153 особи (2010; 183 у 2002).
Національний склад (станом на 2002 рік):
- татари — 96 %